# أيام الجور
أيام الجور مسلسل تلفزيوني ليبي، من تأليف وإخراج عادل الحاسي، بث لأول مرة خلال شهر شهر رمضان 1442 ه الموافق 2021 م.    

## قصة المسلسل
تدور أحداث المسلسل داخل قرية ليبية يحكمها شيخ القرية، و الذي يمارس  على أهلها شتى أنواع الظلم والاضطهاد، يعرض من خلال أحداثه قضايا اجتماعية مختلفة منها زواج القاصرات والصراعات الأسرية وقتال الإخوة بعضهم لبعض من أجل المال و الميراث و انعدام القانون وتفشي الجريمة.

## الممثلون
- عياد الزليطني

- محمد بن يوسف

- عبد الله الشاوش

- زبيدة قاسم

- جمال فريخ

- رمضان المزداوى

- ماجدة الدكتور

- زهرة عرفه

- أحمد كابوكا

- أحمد الحاسي

- مرعى فضل الله

- سالمة الدكتور

- شهد البريدى

- بشير أحباب

- سفيان قرفال

- محمد الهونى

- قاسم النايلى

- محمد العطوشى

- رواسى بعيج

- وعد الباز

- إبراهيم البوسيفى

- عبد العظيم وهيبة

- مريم العزابى

- فوزية الهوش

- أحمد الرجبانى

- سيف النصر